# Наусніц
Наусніц (нім. Nausnitz) — громада в Німеччині, розташована в землі Тюрингія. Входить до складу району Заале-Гольцланд. Складова частина об'єднання громад Бюргель.
Площа — 1,42 км2. Населення становить 75 ос. (станом на 31 грудня 2021).